# Idea-Tec
Idea-Tec es una empresa chilena de cleantech y de upcycling, que transforma plumavit en pintura. La empresa fue fundada en 2014 por las químicas chilenas Constanza Cifuentes y Cristina Acuña.

## Contexto
Según la química Cristina Acuña, en Chile cada año se desechan 20 000 toneladas de plumavit que terminan en vertederos o en la naturaleza. Dado que el plumavit está compuesto en un 95% por aire y es muy ligero, generalmente no resulta rentable reciclarlo.

## Creación e historia de la empresa
Constanza Cifuentes y Cristina Acuña son químicas egresadas de la Universidad de Chile. Se conocieron en el laboratorio de la universidad en el que formaron parte del mismo grupo de investigación.
Crearon Idea-Tec en 2014, con el objetivo de desarrollar tecnologías basadas en la innovación en química para reciclar residuos de difícil gestión, Hicieron investigación y desarrollo durante tres años antes de llegar a la pintura e inicialmente intentaron transformar el plumavit en pegamento y luego en barniz.  En 2015, el financiamiento del programa Start-Up Chile les permitió arrendar una habitación a un amigo para crear un pequeño laboratorio. Se dieron cuenta de que el plumavit proporcionaba la adherencia necesaria a la pintura. Luego de eso, en 2017, trabajaron en la industrialización del proceso.
En 2019, la empresa contaba con una fábrica en el municipio de Colina y empleaba a nueve personas. En 2023, se inauguró una fábrica en Lampa.
Su innovación tiene patente en Chile desde 2020 y en cuatro países europeos (Francia, España, Alemania, Reino Unido) desde 2023.

## Proceso de reciclaje e impacto ambiental
En su fábrica, Idea-Tec recibe plumavit de parte de empresas, y también recibe plumavit de ciudadanos a través de alianzas con los municipios de Vitacura y de Renca. El plumavit debe estar limpio y no haber estado en contacto con grasa.
En el proceso de reciclaje, se mezcla primero el plumavit con otros productos para disolverlo y extraer el aire, dando como resultado una resina líquida translúcida, similar a la miel. Luego se incorporan otros materiales, como en un proceso tradicional de creación de pintura, como talco y pigmentos.
Las pinturas producidas por Idea-Tec contienen entre un 14% y un 30% de plumavit reciclado , reduciendo así el uso de materias primas.
Las fundadoras de Idea-Tec indican que entre su creación y 2023, la empresa recicló 70 toneladas de plumavit y evitó la emisión de 250 toneladas de CO2.

## Modelo económico
Idea-Tec recibió financiamiento de la organización chilena Corfo y de sus dos fundadoras.
La empresa comercializa tres líneas de pintura. La primera gama de pintura es una pintura para carreteras que se utiliza en las calles y en los estacionamientos de algunos centros comerciales. Posteriormente, la empresa desarrolló pinturas para uso doméstico.
En 2019, la empresa señalaba que sus ventas eran el cuello de botella de sus procesos: si bien existen grandes cantidades de plumavit para reciclar e Idea-Tec a veces tiene lista de espera para recibirlo, la empresa critica la falta de interés de los consumidores por los nuevos productos y la superficialidad de las políticas medioambientales de determinadas empresas, que no buscan incorporar productos reciclados en sus procesos y en sus licitaciones.
En 2023, la empresa indicó que el 5% de sus ventas se realizaban a particulares y el 95% a empresas.

## Reconocimiento
La innovación de Idea-Tec recibió el Premio Avonni 2019 en la categoría Recursos Naturales y Medio Ambiente  y Cristina Acuña recibió en 2022 el Premio InspiraTEC, organizado por la Subsecretaría de Economía y Pequeña Empresa, en la categoría de emprendedor STEM.